# جونيور بنت
جونيور بنت (بالإنجليزية: Junior Bent)‏ (1 مارس 1970 بهدرسفيلد في المملكة المتحدة - ) هو لاعب كرة قدم بريطاني في مركز الهجوم. لعب مع ستوك سيتي وشروزبري تاون ونادي بريستول سيتي ونادي بلاكبول ونادي بيرنلي وهدرسفيلد تاون ونادي كيترينغ تاون وLancaster City F.C. ‏.

## وصلات خارجية
- جونيور بنت على موقع قاعدة بيانات كرة القدم.إي يو (الإنجليزية)
- جونيور بنت على موقع Soccerbase.com (لاعب) (الإنجليزية)